# Federico Alonso
Federico Alonso, vollständiger Name Federico Damián Alonso del Monte, (* 4. April 1991 in Montevideo) ist ein uruguayischer Fußballspieler.

## Karriere
Der 1,86 Meter große Defensivakteur Alonso stand zu Beginn seiner Karriere von 2009 bis Ende August 2013 in Reihen der Reservemannschaft (Formativas) von River Plate Montevideo. Anschließend wechselte er innerhalb der Stadt zu Villa Teresa. Für die Montevideaner absolvierte er fortan in der Apertura 2013 zwölf Partien in der Segunda División und schoss drei Tore. Ende Februar 2014 verpflichtete ihn der SD Aucas. Im Zeitraum von Juli bis Oktober 2014 sind dort vier Ligatreffer für ihn verzeichnet. Ab 2015 folgte eine Karrierestation bei Fuerza Amarilla. In jenem Jahr erzielte er in mindestens drei Zweitligaspielen jeweils einen Treffer. Nach dem Aufstieg wurde er bei den Ecuadorianern bislang (Stand: 15. Juli 2017) saisonübergreifend in 44 Partien der Primera A eingesetzt und traf dreimal ins gegnerische Tor. Zudem lief er dreimal (kein Tor) in der Copa Sudamericana 2017 auf.